# Tomo Otosaka
Otosaka Rousselot Tomo Nicholas (乙坂・ルーセロ・智・ニコラス Otosaka Tomo?,  6 de enero de 1994, en Yokohama, Kanagawa, Japón) es un jugador de béisbol profesional que actualmente juega con los Leones de Yucatán de la Liga mexicana de béisbol

## Carrera profesional

### Yokohama DeNA BayStars
Otosaka comenzó su carrera profesional con Yokohama DeNA BayStars of Nippon Professional Baseball (NPB) en 2012. Pasó las temporadas 2012 y 2013 con el equipo de campo de Yokohama, recortando .251 y .234, respectivamente. El 26 de mayo de 2014, Otosaka hizo su debut en la NPB y anotó el primer hit de su carrera, un jonrón solitario contra los Chiba Lotte Marines, en uno de los dos únicos turnos al bate del año. En 2015, Otosaka jugó en 52 juegos para BayStars, cortando .226/.276/.339 con 3 jonrones y 10 carreras impulsadas. Para la temporada 2016, Otosaka jugó en 55 juegos para el equipo principal, bateando .270/.317/.374 con 1 jonrón y 8 carreras impulsadas. La temporada siguiente, Otosaka bateó .190/.215/.333 con 2 jonrones y 3 carreras impulsadas en 83 juegos. Luego de la temporada 2017, jugó para los Yaquis de Obregón en la Liga Mexicana del Pacífico.
En 2018, Otosaka jugó en 73 juegos para Yokohama, registrando una línea de corte de .204/.290/.226 sin jonrones y 7 carreras impulsadas. La próxima temporada, jugó en 97 juegos, cortando .245/.313/.358 con 2 jonrones y 17 carreras impulsadas. Pasó toda la temporada 2020 con el club, hizo 85 apariciones y bateó .208/.289/.267 con 1 jonrón y 7 carreras impulsadas. El 3 de julio de 2021,.

### Liga mexicana
El 31 de enero de 2022, Otosaka firmó con los Diablos Rojos del México de la Liga Mexicana. Sin embargo, fue liberado el 18 de abril de 2022, previo al inicio de la temporada de la LMB.[cita requerida] El 29 de abril de 2022, Otosaka firmó con los Bravos de León de la Liga Mexicana. El 14 de junio de 2022, Otosaka fue traspasado a los Saraperos de Saltillo de la Liga Mexicana.

## Vida personal
Su padre es un exjugador de hockey sobre hielo estadounidense.